# 华丽眶灯鱼
华丽眶灯鱼（学名：Diaphus perspicillatus）为灯笼鱼科眶灯鱼属的鱼类，俗名刺边眶灯鱼。分布于印度洋、太平洋、大西洋以及南海等海域，常栖息于热带和亚热带海域以及垂直分布约1000-0米，體長可達7.1公分。

## 扩展阅读
維基物種上的相關：华丽眶灯鱼